# Alpes Centrales Orientales

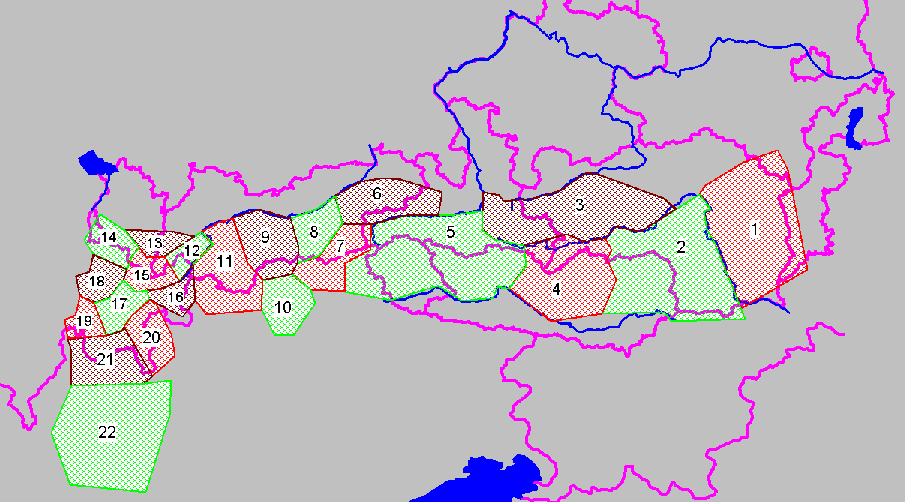
Mapa con los grupos de los Alpes Centrales Orientales
(líneas púrpuras que muestran las fronteras internacionales y las fronteras de los estados austriacos)
- Montañas al este del Mur (1)
- Alpes de Lavanttal (2)
- Alpes del Tauern orientales (3)
- Alpes de Gurktal (4)
- Hohe Tauern (5)
- Alpes de Kitzbühel (6)
- Alpes de Zillertal (7)
- Alpes de Tux (8)
- Alpes de Stubai (9)
- Alpes Sarntal (10)
- Alpes de Ötztal (11)
- Alpes de Samnaun (12)
- Alpes Verwall (13)
- Rätikon (14)
- Alpes de Silvretta (15)
- Alpes de Sesvenna (16)
- Alpes de Albula (17)
- Alpes de Plessur (18)
- Alpes de Oberhalbstein (19)
- Alpes de Livigno (20)
- Macizo de la Bernina (21)
- Alpes bergamascos (22)

Los Alpes Centrales Orientales (en alemán: Zentralalpen o Zentrale Ostalpen), también conocidos como Alpes Centrales Austríacos (en alemán: Österreichische Zentralalpen) o simplemente Alpes Centrales, comprenden la cadena principal de los Alpes Orientales de Austria y las regiones adyacentes de Suiza, Liechtenstein, Italia y Eslovenia.
El término "Alpes Centrales" es muy común en la geografía de Austria como una de las siete principales regiones paisajísticas del país. "Alpes Centrales Orientales" se utiliza generalmente en relación con la clasificación del Club Alpino de los Alpes Orientales (Alpenvereinseinteilung, AVE). Los Alpes Centrales forman la parte oriental de la División alpina, su cadena central de montañas, así como las cordilleras que se extienden o acompañan al norte y al sur.
La montaña más alta en los Alpes Centrales austriacos es el Grossglockner en 3,798 metros 
Los Alpes Centrales tienen los picos más altos de los Alpes Orientales, y están situados entre los Alpes Calizos del Norte y los Alpes Calizos del Sur, de los que difieren en su composición geológica.
La expresión "Alpes centro-orientales" puede utilizarse también en sentido más amplio para referirse a una zona más extensa de los Alpes orientales, situada principalmente en Austria, que se extiende desde el pie de los Alpes bergamascos en el lago Como y la cordillera del Bernina en el cantón de los Grisones de Suiza oriental a lo largo de la costa del Rin en Liechtenstein en el oeste hasta los promontorios inferiores al este del río Mura, incluido el Hochwechsel en la Estiria austríaca. Los valles de los ríos Inn, Salzach y Enns marcan su límite norte, el río Drava (que corresponde aproximadamente a la falla Periadriática) su límite sur. En el sistema SOIUSA propuesto, los "Alpes centro-orientales" incluyen los Alpes Réticos, de los cuales la cordillera del Bernina incluye el Piz Bernina de 4.049 metros en Suiza, el pico más oriental de los Alpes de 4.000 metros. En el sistema AVE, sin embargo, la lista completa de grupos de montañas en la clasificación del Club Alpino de los Alpes Orientales incluye el Bernina y las cordilleras vecinas dentro de los Alpes Calizos Occidentales, no los Alpes Centrales Orientales como los define el Club Alpino.

## Los Alpes Centrales como una importante región paisajística de Austria
En Austria, los Alpes orientales se dividen en los Alpes del Norte, la zona de Greywacke, los Alpes centrales y los Alpes del Sur. Estos últimos se encuentran en el sur de Carintia, pero principalmente en el noreste de Italia.
Los Alpes centrales y septentrionales están separados por la Arteria Longitudinal Septentrional (nördliche Längstalfurche), la línea Klostertal-Arlberg-Valle del Inn-Valle del Salzach hasta el lago Zell-Wagrain Heights-Valle del Enns Superior-Paso de Schöber-Valle del Murz-Alpes del Semmering-Cuenca del sur de Viena.  Los Alpes centrales y los Alpes meridionales están separados entre sí por el Valle longitudinal meridional (südlichen Längstalzug), el Valle de Puster (Rienz Valle-Dobbiaco Field-alto Valle del Drava (Drau))-Valle del Drava-Cuenca de Klagenfurt-Meža (Mieß), o la falla Periadriática, que no es del todo idéntica a la Arteria Longitudinal Meridional.

## Geomorfología

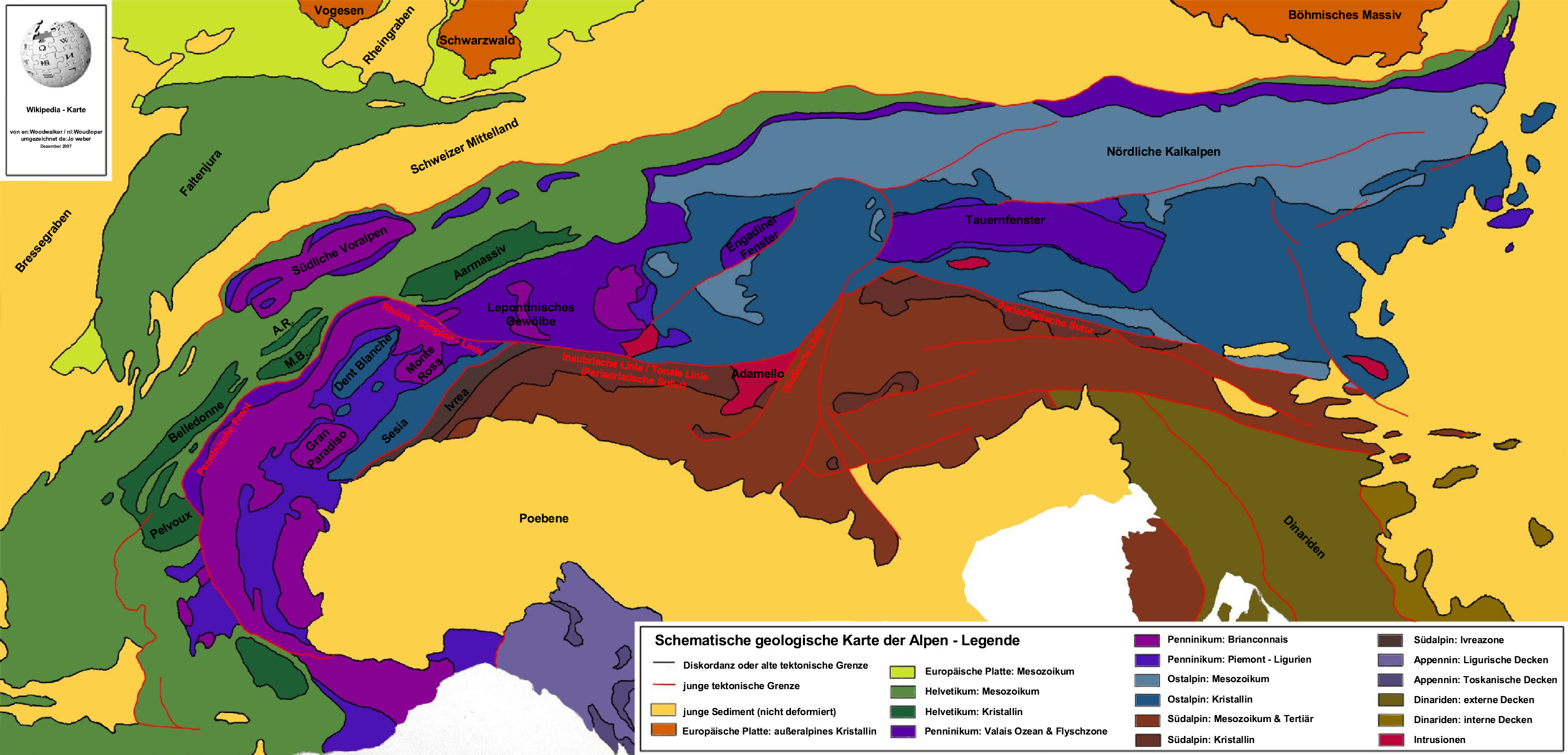
Composición geológica de los Alpes: Los Alpes centrales se forman a partir de los cristalinos Alpes Orientales.

La cordillera tiene las cumbres más altas de los Alpes Orientales y es la más glaciares tiene. En la zona de transición entre los Alpes orientales y occidentales sus picos dominan claramente la región al oeste (Piz d'Err, Piz Roseg). Sin embargo, en el perímetro también hay cadenas montañosas menos altas, a menudo menos escarpadas, como los Alpes Gurktal y las estribaciones orientales.
Los Alpes Orientales están separados de los Alpes Occidentales por una línea que va desde el lago de Constanza hasta el lago de Como, a lo largo del valle alpino del Rin y a través del paso de Splügen.

## Clasificación de Club alpino
| AVE-Núm. | Nombre                   | Mapa | País                        | Montaña más alta  | Altura (m) | Imagen                                     |
| -------- | ------------------------ | ---- | --------------------------- | ----------------- | ---------- | ------------------------------------------ |
| 25       | Rätikon                  |      | Suiza Austria Liechtenstein | Schesaplana       | 2964       | Schesaplana (2,964 m)                      |
| 26       | Alpes de Silvretta       |      | Suiza Austria               | Piz Linard        | 3411       | Piz Linard (3,411 m)                       |
| 27       | Alpes de Samnaun         |      | Austria Switzerland         | Muttler           | 3294       | El Muttler                                 |
| 28       | Alpes Verwall            |      | Austria                     | Hoher Riffler     | 3168       | Hoher Riffler (3,168 m)                    |
| 29       | Alpes de Sesvenna        |      | Suiza Italy Austria         | Piz Sesvenna      | 3204       | Piz Sesvenna (3,204 m)                     |
| 30       | Alpes de Ortal           |      | Austria Italy               | Wildspitze        | 3768       | Wildspitze (3.768 m)                       |
| 31       | Alpes de Stubai          |      | Austria Italy               | Zuckerhütl        | 3507       | Zuckerhütl (3,507 m)                       |
| 32       | Alpes Sarntal            |      | Italy                       | Hirzer            | 2781       | Hirzer (2.781 m, enlaces)                  |
| 33       | Alpes de Tux             |      | Austria                     | Lizumer Reckner   | 2884       | Lizumer Reckner (2884 m)                   |
| 34       | Alpes de Kitzbühel a     |      | Austria                     | Kreuzjoch         | 2558       | Kreuzjoch (2.558 m)                        |
| 35       | Alpes de Zillertal       |      | Austria                     | Hochfeiler        | 3510       | Hochfeiler (3510 m)                        |
| 36       | Grupo Venediger          |      | Austria                     | Großvenediger     | 3666       | Großvenediger (3.666 m)                    |
| 37       | Grupo Rieserferner       |      | Italia Austria              | Hochgall          | 3436       | Hochgall (3.436 m)                         |
| 38       | Montañas Villgraten      |      | Austria Italia              | Weiße Spitze      | 2962       | Weiße Spitze (2.962 m, enlaces)            |
| 39       | Grupo Granatspitze       |      | Austria                     | Großer Muntanitz  | 3232       | Großer Muntanitz (3.232 m)                 |
| 40       | Grupo Glockner           |      | Austria                     | Großglockner      | 3798       | Großglockner (3.798 m)                     |
| 41       | Grupo Schober            |      | Austria                     | Petzeck           | 3283       | Petzeck (3.283 m)                          |
| 42       | Grupo Goldberg           |      | Austria                     | Hocharn           | 3254       | Hocharn (3.254 m)                          |
| 43       | Grupo Kreuzeck           |      | Austria                     | Mölltaler Polinik | 2784       | Mölltaler Polinik (2.784 m)                |
| 44       | Grupo Ankogel            |      | Austria                     | Hochalmspitze     | 3360       | Hochalmspitze (3.360 m)                    |
| 45un     | Radstadt Tauern          |      | Austria                     | Weißeck           | 2711       | Weißeck (2.711 m)                          |
| 45b      | Tauern de Schladming     |      | Austria                     | Hochgolling       | 2862       | Hochgolling (2.862 m)                      |
| 45c      | Rottenmann y Wölz Tauern |      | Austria                     | Rettlkirchspitze  | 2475       | Rettlkirchspitze (2.475 m)                 |
| 45d      | Seckau Tauern            |      | Austria                     | Geierhaupt        | 2417       | Geierhaupt (2.417 m)                       |
| 46un     | Alpes de Gurktal         |      | Austria                     | Eisenhut          | 2441       | Schwarzsee con Eisenhut (2.441 m) al fondo |
| 46b      | Alpes de Lavanttal       |      | Austria Eslovenia           | Zirbitzkogel      | 2396       | Zirbitzkogel (2.396 m)                     |
| 47       | Prealpes al este del Mur |      | Austria                     | Stuhleck          | 1782       | Cruz de la cumbre del Stuhleck (1.782 m)   |

Los Alpes Centrales Orientales también comprenden las siguientes cordilleras de los Alpes Occidentales Orientales según la clasificación del AVE, que geológicamente pertenecen a los Alpes Meridionales y también están subsumidos en la división de los Alpes Calizos Occidentales:
a: Los Alpes de Kitzbühel y los adyacentes Alpes de Pizarra de Salzburgo como parte de la zona de Greywacke se cuentan como parte de los Alpes Calizos del Norte o de los Alpes Centrales - geológicamente forman la base de los Alpes Calcáreos, y la zona de deslizamiento, en la que estos últimos fueron empujados hacia el norte
| AVE-Núm. | Nombre                 | Mapa | País         | Montaña más alta | Altura (m) | Imagen                    |
| -------- | ---------------------- | ---- | ------------ | ---------------- | ---------- | ------------------------- |
| 63       | Alpes de Plessur       |      | Suiza        | Aroser Rothorn   | 2980       | Aroser Rothorn (2,980 m)  |
| 64       | Alpes de Oberhalbstein |      | Suiza Italia | Piz Platta       | 3392       | Piz Platta (3,392 m)      |
| 65       | Alpes de Albula        |      | Suiza        | Piz Kesch        | 3418       | Piz Kesch (3,418 m)       |
| 66       | Macizo de la Bernina   |      | Italia Suiza | Piz Bernina      | 4049       | Piz Bernina (4,049 m)     |
| 67       | Alpes de Livigno       |      | Italia Suiza | Cima de’ Piazzi  | 3439       | Cima de' Piazzi (3,439 m) |
| 68       | Alpes bergamascos b    |      | Italia       | Pizzo di Coca    | 3052       | Pizzo di Coca (3,052 m)   |

b:  Los Alpes bergamascos son - geológica y petrologicamente - parte de los Alpes Calizos del Sur, y por lo tanto de los Alpes del Sur
Los Alpes de Ortler, así como el Grupo de Sobretta-Gavia, también se clasifican a veces con los Alpes Centrales, porque se encuentran al norte de la falla geológica Periadriática; sin embargo, en un sentido geográfico regional general, se consideran parte de los Alpes Calizos del Sur, porque se encuentran al sur de la falla longitudinal de Veltlin (Adda)-Vintschgau (Etsch). También en términos de roca, la cresta principal de Ortler es parte de los Alpes Calizos del Sur.